# Hydroptila englishi
Hydroptila englishi är en nattsländeart som beskrevs av Hamilton in Morse, Hamilton och Hoffman 1989. Hydroptila englishi ingår i släktet Hydroptila och familjen smånattsländor. Inga underarter finns listade i Catalogue of Life.